# Бакум Діана Андріївна
Діана Андріївна Бакум (біл. Дыяна Андрэеўна Бакум; нар. 16 травня 2003, Гомель, Білорусь) — білоруська футболістка, нападниця «Мінська». Навчається в БДПУ за спеціальністю «Менеджмент туризму».

## Клубна кар'єра
До 9 класу займалася в СДЮСШОР міста Гомель. На одному з турнірів її помітили тренери «Зірки-БДУ» й запропонували переїхати до Мінська. У 15 років дебютувала й одразу закріпилася в основному складі «Зірки». У першому ж матчі проти «Слов'янки» відзначилася двома голами. У сезоні 2021 року відзначилася 19-ма голами за команду, а після успішного старту прийняла запрошення приєднатися до «Мінська».

## Кар'єра в збірній
У 2021 році провела 3 матчі та відзначилася 4-ма голами за жіночу молодіжну збірну Білорусі (WU-19).